# Fabian Plak
Fabian Plak (Tuitjenhorn, 23 de julio de 1997) es un jugador profesional de voleibol holandés, juego de posición central. Desde la temporada 2023/2024, ha estado jugando para el equipo italiano Pallavolo Padova.
Su hermana mayor, Celeste, también es jugadora de voleibol.

## Palmarés

### Clubes
Schenker League:
- 2019

Campeonato de Estonia:
- 2019

Supercopa de España:
- 2019[4]

### Selección nacional
Liga Europea:
- 2019